# Frost/Nixon
Frost/Nixon è un dramma teatrale scritto dal drammaturgo e sceneggiatore Peter Morgan, incentrato su una serie di interviste televisive che l'ex presidente degli Stati Uniti Richard Nixon concesse al giornalista David Frost nel 1977 e che si conclusero con una tacita ammissione di colpa per quanto riguarda il suo ruolo nello scandalo Watergate.
L'anteprima del dramma andò in scena nell'agosto del 2006 per la regia di Michael Grandage nel teatro londinese Donmar Warehouse. Frost era interpretato da Michael Sheen mentre il ruolo dell'ex presidente Nixon era interpretato da Frank Langella. L'opera ricevette critiche entusiastiche da parte della stampa britannica.
Il dramma andò in scena a Broadway il 31 marzo 2007, ufficialmente aperto al Bernard B. Jacobs Theatre il 22 aprile 2007 e chiuso il 19 agosto 2007, con 137 rappresentazioni. Nella rappresentazione a Broadway i ruoli di Frost e Nixon era sempre affidati a Michael Sheen e Frank Langella, quest'ultimo si è aggiudicato un Tony Award.

## Premi e candidature
Tony Awards
- Best Play (Peter Morgan) (nominato)
- Best Performance by a Leading Actor in a Play (Frank Langella) Vinto
- Best Direction of a Play (Michael Grandage) (nominato)

Drama Desk Awards
- Outstanding New Play (Peter Morgan) (nominato)
- Outstanding Actor in a Play (Frank Langella) Vinto
- Outstanding Director of a Play (Michael Grandage) (nominato)
- Outstanding Music (Adam Cork) (nominato)

Drama League Awards
- Distinguished Production of a Play (nominato)
- Distinguished Performance (Stephen Kunken) (nominato)
- Distinguished Performance (Michael Sheen (nominato)

Outer Critics Circle Award
- Outstanding Broadway Play (nominato)
- Outstanding Actor in a Play (Frank Langella) Vinto
- Outstanding Featured Actor in a Play (Stephen Kunken) (nominato)
- Outstanding Direction of a Play (Michael Grandage) (nominato)
- Outstanding Lighting Design (Neil Austin) (nominato)

## Adattamento cinematografico
Ron Howard ha diretto nel 2008 un adattamento cinematografico del dramma di Peter Morgan. Il film è prodotto dalla Imagine Entertainment e Working Title Films per la Universal Pictures, Peter Morgan ha curato la sceneggiatura e Michael Sheen e Frank Langella hanno mantenuto i loro ruoli anche per il film.
L'anteprima mondiale del film è avvenuta il 15 ottobre 2008, come film d'apertura della 52ª edizione del London Film Festival. In Italia è stato distribuito a partire dal 6 febbraio 2009.